# اندیس آنومالی طارق
آنومالی طارق یک اندیس فلزی است که در حوالی شهر چهار فرسخ استان خراسان قرار دارد و مادهٔ معدنی موجود در آن، طلا است.سنگ میزبان این اندیس اسلیت، فیلیت، رگه‌های سیلیسی کربناته حاوی اکسید آهن است  در این اندیس، پاراژنز‌های کالکوپیریت، پیریت، لیمونیت، طلا یافت می‌شوند.